# Paxton concilians
Paxton concilians és una espècie de peix pertanyent a la família dels apogònids i l'única del gènere Paxton.

## Descripció
- Pot arribar a fer 7,6 cm de llargària màxima.
- 6 espines i 19 radis tous a l'aleta dorsal i 1 espina i 15-16 radis tous a l'anal.
- 24 vèrtebres.
- Cos i cap sense escates.
- Ulls amb còrnies blanquinoses.[5][6]

## Hàbitat
És un peix marí, demersal i de clima tropical que viu entre 46 i 80 m de fondària a la plataforma continental.

## Distribució geogràfica
Es troba a l'Índic oriental: Austràlia Occidental.

## Observacions
És inofensiu per als humans.